# Grania fortunata
Grania fortunata är en ringmaskart som beskrevs av Rota och Erseus 2003. Grania fortunata ingår i släktet Grania och familjen småringmaskar. Inga underarter finns listade i Catalogue of Life.